# Pałac w Zębowicach
Pałac w Zębowicach – zabytkowy, zdewastowany, restaurowany pałac w Zębowicach, położony w województwie opolskim, w powiecie oleskim, w gminie Zębowice.
Do wojewódzkiego rejestru zabytków wpisany jest:
- zespół pałacowy, XVIII/XIX:
  - pałac, nr rej.: 1037/65 z 21.05.1965
  - park z alejami grabowymi, nr rej.: 128/85 z 8.07.1985

## Historia
Pałac powstał na przełomie XVIII i XIX wieku. Budynek wzniósł Książę Raciborza i Nowej Korbei Wiktor von Hessen-Rothenburg. W roku 1921 budynek został spalony przez powstańców śląskich, co spowodowało przebudowę i zmniejszenie o część północną. Po zakończeniu II wojny światowej obiekt został rozparcelowany. Zarząd nad obiektem przejęły Siły Zbrojne PRL, które użyczyło pomieszczeń spółdzielni produkcyjnej, szkole i przedszkolu. W 1960 roku władze gminy przekazały obiekt Prudnickim Zakładom Przemysłu Dziewiarskiego i Pończoszniczego w Białej, który w latach 70 XX w. organizował tu kolonie dla dzieci. Obiekt stał przez 11 lat nieużytkowany do czasu kupna przez Bogdana Szpryngiela (*3 marca 1939 - †23 maja 2013) – przez pewien czas posiadacza Zamku w Niemodlinie. Obecnie własność prywatna.